# 091
«091» también puede referirse al número de la Policía Nacional de España.
091 es un grupo de música rock español originario de la ciudad de Granada activo entre 1982 y 1996, y vuelto a resurgir en 2015.

## Historia
Tomando como nombre el número empleado para llamar a la Policía Nacional española, 091 dio sus primeros conciertos por el sur de España a comienzos de los años 1980, haciendo gala de un estilo potente y agresivo. Poco después, comenzaron a tocar en Madrid y grabaron sus primeros sencillos.
Su primer álbum, Cementerio de automóviles, llegó en 1984, editado por DRO. Sin continuidad con esta discográfica, su segundo disco de larga duración, Más de cien lobos, tardó dos años en llegar, en esta ocasión producido por Discos Zafiro. En su producción artística participó Joe Strummer, componente de The Clash, que había pasado largas temporadas viviendo en Granada y se había hecho amigo de los miembros de 091.
Los siguientes trabajos con Discos Zafiro se sucedieron con mayor continuidad. Se trata de Debajo de las piedras (1988) y Doce canciones sin piedad (1989), en los que destacan los sonidos de las guitarras y las letras de Lapido. El bajista Antonio Arias dejó la formación tras la grabación de este último álbum para emprender un nuevo proyecto con Lagartija Nick.
En 1991, la banda granadina regresó como trío con el álbum El baile de la desesperación, dirigido a un público más amplio, y en el que colaboró el guitarrista Chris Wilson, miembro de Flamin' Groovies. Su siguiente trabajo, Tormentas imaginarias, llegó en 1993 de la mano de la multinacional Polydor. Al no alcanzar con el mismo el éxito deseado, grabaron el que sería su último disco de estudio, Todo lo que vendrá después, con la discográfica independiente Big Bang.
En 1996, tras 15 años de trabajo, el grupo dio su último concierto en Maracena (Granada), plasmándose este directo en un disco doble llamado Último concierto.
El 26 de octubre de 2015, y tras casi veinte años de parón, el grupo hizo pública su decisión de volver a los escenarios. En enero de 2016, en Logroño, y dentro de la programación del Festival Actual dieron su primer concierto en el nuevo siglo. Posteriormente se anunciaron actuaciones en distintas salas y fueron confirmados para el festival Sonorama, que se celebró en agosto de 2016.
El 23 de septiembre de 2016, salió a la venta el que es por el momento el último trabajo en directo de la banda, grabado el 14 de mayo de ese mismo año en la plaza de toros de Granada: un doble CD, con DVD, también en formato vinilo. En él hay un repertorio de 27 canciones del grupo.
El día 10 de octubre de 2017, la banda 091 obtuvo en la Gala Granada Ciudad del Rock el galardón Púa de Plata, lo que la convirtió en patrimonio popular de Granada.
El 18 de octubre de 2019, el grupo publicó un nuevo disco, el primero en 25 años. El nuevo disco, titulado "La otra vida”, se grabó en varios estudios de Granada y provincia, y fue producido por Frandol, músico de culto francés a quien "Los Cero" habían conocido en los años 80 en las giras que la banda tuvo por el país galo. Fueron confirmados como cabeza de cartel del festival "En Órbita" 2019, celebrado en Granada, la que sería su primera actuación en el año 2019.  Y también en el Festival Cultura Inquieta junto con la banda madrileña Atraco
El 9 de noviembre de 2020 falleció Francisco Ramírez, mánager de 091 (además de, entre otros, pintor, activista cultural y funcionario de la UNESCO). Tacho González le rindió homenaje en un artículo publicado en un diario granadino.

## Discografía

### Larga duración

#### Estudio
- Cementerio de automóviles (1984)
- Más de cien lobos (1986)
- Debajo de las piedras (1988)
- Doce canciones sin piedad (1989)
- El baile de la desesperación (1991)
- Tormentas imaginarias (1993)
- Todo lo que vendrá después (1995)
- La otra vida (2019)

#### Directo
- Último concierto (1996)
- Maniobra de resurrección (2016)

#### Recopilatorios
- Ceronoventayuno (1996)
- 1986-1991 (1998)
- ¿Qué fue del siglo XX? (2001)
- Este es nuestro tiempo (2016)

### Sencillos
- Fuego en mi oficina - Llamadas anónimas [Vinilo] (Dro, 1983)
- Lágrimas en el paraíso - El deseo de ser piel roja (1984)
- Ella está detrás de la puerta - Esperar a la lluvia (1984)
- En la calle - Blues de medianoche [Vinilo] (Zafiro, 1986)
- Cuando pierdo el equilibrio - Perderme en la jungla (1986)
- Escenas de Guerra - Por ti en la oscuridad [Vinilo] (Zafiro, 1986)
- La Torre de la Vela - Música para las penas (1988)
- Todo lo que quiero hacer - Sólo hago sonar mi guitarra [Vinilo] (Zafiro, 1988)
- Qué fue del siglo XX [Vinilo] (Zafiro, 1989)
- Esta noche [Vinilo] (Zafiro, 1989)
- La vida que mala es [Vinilo] (Zafiro, 1991)
- Corazón malherido (1991)
- La canción del espantapájaros [Vinilo] (Zafiro, 1991)
- La calle del viento [CD] (1993)
- Huellas - El fantasma de la soledad (1993)
- Otros como yo (1993)
- Un hombre con suerte - Espejismo #8 (1995)
- Vengo a terminar lo que empecé (2019)
- Leerme el pensamiento (2019)

### Homenajes
- Canciones de cuna y de rabia (2002)
- Partiendo de cero (2002)

## Miembros
- José Ignacio García Lapido -guitarra (componente inicial).
- José Antonio García (el Pitos) - voz y armónica (componente inicial).
- Tacho González - batería (componente inicial).
- Antonio Arias - bajo en El cementerio de automóviles, Más de cien lobos y 12 canciones sin piedad (componente inicial).
- Víctor García Lapido - guitarra (hasta junio de 2024 [6])
- Ángel Doblas - bajo en Debajo de las piedras.
- Jacinto Ríos - bajo.
- Francisco Cabello (Pacoco) - bajo. " El Baile de la desesperación "
- Juanma Ferriz - guitarra en directo
- Alfredo Flores - (Guitarra) en directo
- Raúl Bernal - teclados.
- Víctor Sánchez - (Guitarra ) en directo